# Adenophora changaica
Adenophora changaica là loài thực vật có hoa trong họ Hoa chuông. Loài này được Gubanov & Kamelin mô tả khoa học đầu tiên năm 1988.